# Bastian Eclercy
Bastian Eclercy (* 31. Oktober 1978 in Donaueschingen) ist ein deutscher Kunsthistoriker.

## Leben
Eclercy wurde 1978 als Sohn eines Ingenieurs für Elektrotechnik und einer Krankenschwester geboren. Er legte sein Abitur 1998 in Landshut ab und studierte ab 1998 Kunstgeschichte, Lateinische Philologie und Klassische Archäologie in München und Münster. 2003/04 erlangte er den Magister mit einer Arbeit über Duccios Maestà, 2007 wurde er im Fach Kunstgeschichte promoviert mit einer Dissertation zum Dekor von Heiligenscheinen im italienischen 13. Jahrhundert. Eclercy war ab 2007 Volontär am Städel-Museum in Frankfurt bei Jochen Sander und arbeitete dort anschließend als wissenschaftlicher Mitarbeiter. 2010 wechselte er als Kurator für die Alten Meister an das Landesmuseum Hannover. 
Seit dem 1. Januar 2014 ist er Kustos für italienische, französische und spanische Malerei bis 1800 am Frankfurter Städel. 2019 war er dort Kurator der Sonderausstellung Tizian und die Renaissance in Venedig.

## Veröffentlichungen (Auswahl)
- Studien zur Beteiligung von Mitarbeitern am Entwurfsprozeß von Duccios Maestá. Tuduv, München 2004, ISBN 3-8316-0365-0 (Magisterarbeit).
- Nimbendekor in der toskanischen Dugentomalerei Dissertation Universität Münster 2007 (mit Lebenslauf, PDF).
- (Hrsg.): Nah und Fern: Landschaftsmalerei von Brueghel bis Corinth. Wienand, Köln 2011, ISBN 978-3-86832-060-2.
- (Hrsg.): Botticelli in Hannover: Spätwerk und Werkstatt. Schnell & Steiner, Regensburg 2012, ISBN 978-3-7954-2584-5.
- (Hrsg.): Pontormo: Meisterwerke des Manierismus in Florenz. Imhof, Petersberg 2013, ISBN 978-3-86568-865-1.
- (Hrsg.): Maniera: Pontormo, Bronzino und das Florenz der Medici. Prestel, München 2016, ISBN 978-3-7913-5506-1.
- mit Hans Aurenhammer (Hrsg.): Tizian und die Renaissance in Venedig. Prestel, München 2019, ISBN 978-3-7913-5812-3.